# 노블티 아이템

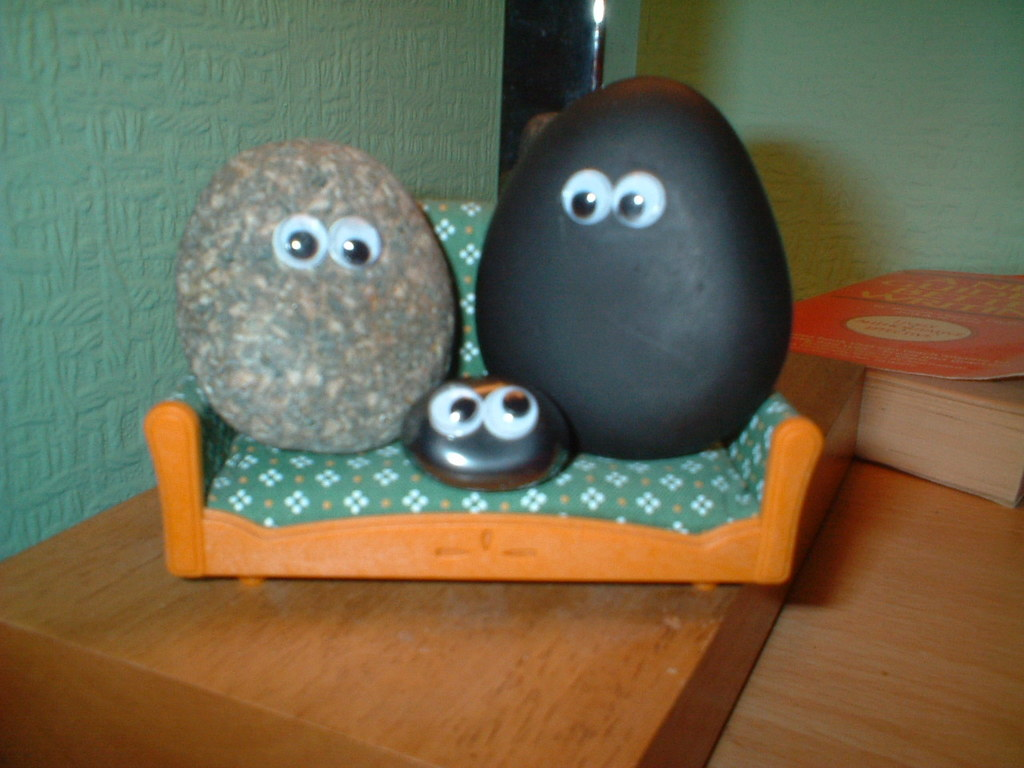
1970년대 미국에서 유행한 눈깔달린 반려돌

노블티 아이템(영어: Novelty Item)또는 노블티 토이는 실용적 목적이 아닌 단순한 즐거움을 위해 제작된 물건을 말한다. 노블티 아이템은 신박한, 유용한 물건이라는 반어법적인 의미로 실제로는 실용적 성격이 전혀 없다는 점에서 이 물건들이 가지고 있는 해학적 성격을 보여준다. 가장 오래된 용례는 1947년 미국의 경제학자 모데카이 이즈키엘이 이러한 물건들에 노블티 아이템이라고 지칭한 것이다.

## 같이 보기
- 진도구
- 기념품